# 齿瓣延胡索
齿瓣延胡索（学名：Corydalis turtschaninovii）为罂粟科紫堇属下的一个种。

## 扩展阅读
- 維基物種上的相關：齿瓣延胡索